# Міркасимов Мірахат Мірхаджийович
Мірахат Мірхаджийович Міркасимов (нар. 2 жовтня 1941, місто Ташкент, тепер Узбекистан) — радянський узбецький державний діяч, голова Ради міністрів Узбецької РСР. Депутат Верховної ради Узбецької РСР. Депутат Верховної Ради СРСР 11-го скликання (1986—1989). Народний депутат СРСР (1989—1991).

## Життєпис
Народився в родині службовця.
У 1958—1962 роках — студент Ташкентського політехнічного інституту імені Біруні, здобув спеціальність інженера-механіка.
У 1962—1969 роках — інженер, старший інженер, провідний інженер Центрального конструкторського бюро технології та машинобудування «Герметик» Державного комітету із радіоелектроніки (Міністерства електронної промисловості) СРСР у місті Ташкенті.
Член КПРС з 1967 року.
У 1969—1973 роках — начальник лабораторії, начальник технологічного відділення Центрального конструкторського бюро технології та машинобудування «Герметик» Міністерства електронної промисловості СРСР у місті Ташкенті.
У 1973—1974 роках — інструктор, у 1974—1980 роках — завідувач сектору відділу важкої промисловості та машинобудування ЦК КП Узбекистану.
У 1980—1984 роках — завідувач відділу важкої промисловості Ташкентського обласного комітету КП Узбекистану.
У 1984 — січні 1986 року — 1-й секретар Алмалицького міського комітету КП Узбекистану Ташкентської області.
13 січня 1986 — 12 вересня 1988 року — 1-й секретар Хорезмського обласного комітету КП Узбекистану.
10 вересня 1988 — 28 жовтня 1989 року — 1-й секретар Ташкентського обласного комітету КП Узбекистану.
21 жовтня 1989 — 26 березня 1990 року — голова Ради міністрів Узбецької РСР.
У березні 1990 — січні 1992 року — голова Комітету народного контролю Узбецької РСР.
З 13 січня 1992 року — голова Державного контролю Республіки Узбекистан при президенті Республіки Узбекистан.
На 1996 рік — голова Національної Асоціації міжнародних зв'язків Узбекистану.
Потім — на пенсії в Ташкенті.

## Нагороди
- орден Трудового Червоного Прапора
- орден «Знак Пошани»
- медалі